# Jänissaari (ö i Finland, Södra Savolax, S:t Michel, lat 61,61, long 26,86)
Jänissaari är en ö i Finland. Den ligger i sjön Ryökäsvesi och Liekune och i kommunen Hirvensalmi i den ekonomiska regionen  S:t Michel och landskapet Södra Savolax, i den södra delen av landet, 190 km nordost om huvudstaden Helsingfors. Öns area är 2 hektar och dess största längd är 250 meter i nord-sydlig riktning.